# モハメド・ブアジジ
モハメド・ブアジジ（ムハンマド・ブアジジとも。正式名：ターリク・アッ=タイイブ・ムハンマド・アル＝ブアジージー、アラビア語: طارق الطيب محمد البوعزيزي、英語: Tarek el-Tayeb Mohamed Bouazizi、1984年3月29日 - 2011年1月4日）はチュニジアの露天商。

## 生涯
1984年3月29日、モハメド・ブアジジはチュニジアのシディブージドで生まれた。地元ではバスブーサ（Basboosa）というニックネームで知られていた。彼の父はリビアで働く建設労働者であったが、ブアジジが3歳のときに心臓発作で亡くなってしまった。
モハメドは6人の兄弟姉妹と共にシディサラーという村の教室が一つしかない学校で教育を受けた。当初複数のメディアがモハメドは大学を卒業していると報道したが、後に彼の姉のサミア・ブアジジは、彼は高校すら卒業していないと証言している。
父の死後、モハメドの母は父の兄弟（ブアジジの叔父）と結婚（レビラト婚）したが、この叔父は健康問題を抱え定期的に働くことが出来なかったため、モハメドは10歳のときから様々な仕事をし、10代後半にはフルタイムで働くために学校を辞めた。
モハメドは政治腐敗によって荒廃した田舎町、シディ・ブージドの中心街から徒歩20分ほどのしっくい造りの家に住んでおり、30%に達する高い失業率に悩まされていた一人であった。彼の母親によると、モハメドは一度は軍に入隊することも考えたが、入隊許可がおりず、続けて試みた幾つかの仕事も公的許可が出ないなどの理由で上手くいかないことが続いていたが、それでもモハメドは母親、病気がちの叔父、さらに大学に入学した妹を含む年少の姉妹兄弟の面倒をみるために様々な努力をしていた。妹のサミアによると、モハメドは露天商の仕事で金を貯めてバンを買う事を目標にしていたという。

## モハメドとアラブの春

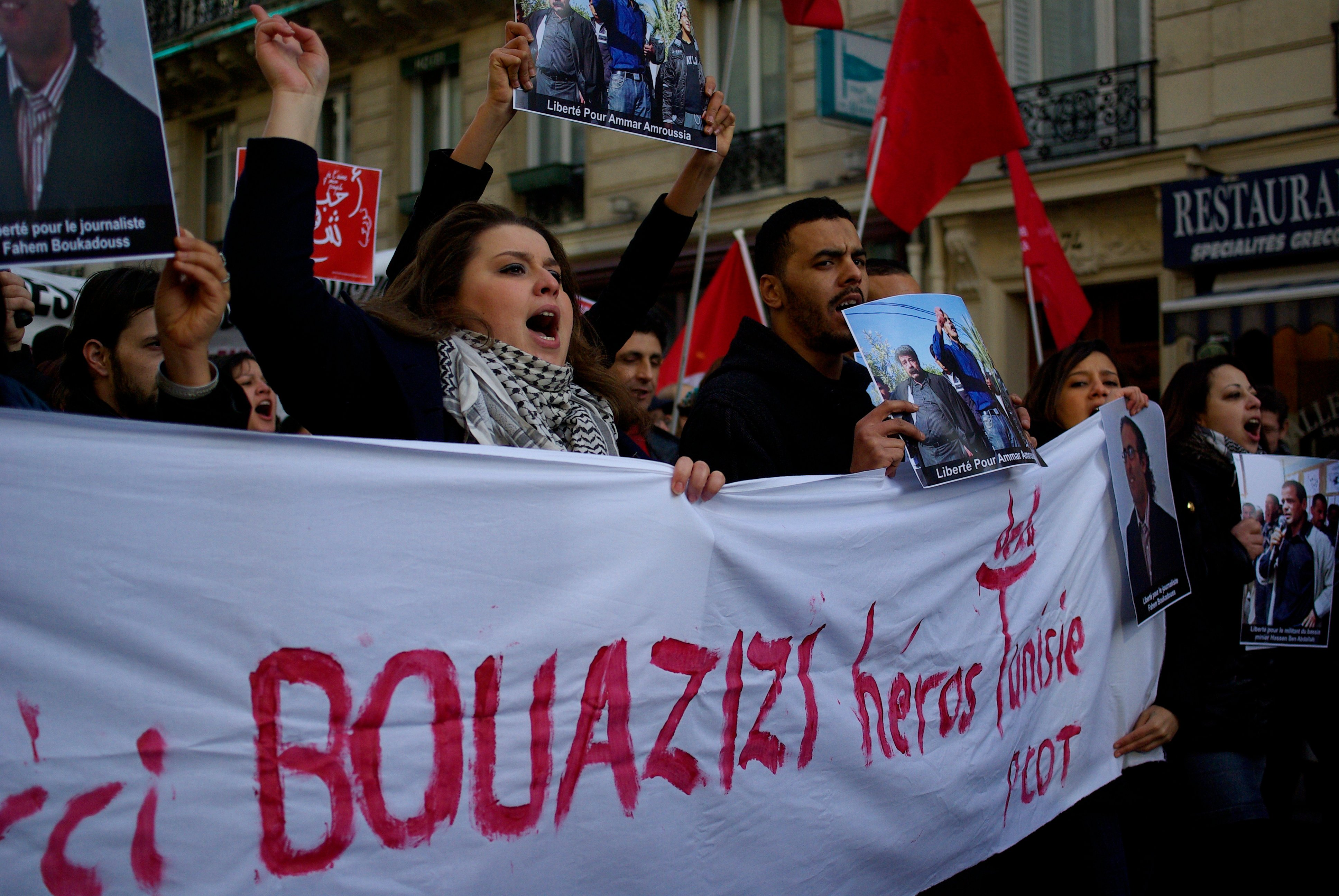
モハメドを「チュニジアの英雄」として称えるデモ（2011年、パリ）

2010年12月17日、モハメドはいつものように大通りで野菜売りの露商を行っていた。モハメドは店の常設許可を役所や大統領官邸に求めていたが、回答は得られなかった。当日、野菜と友人から借りた秤を政府の女性職員に没収された。さらに女性は、彼の父親を侮辱し、彼自身のみすぼらしさをあざわらい、平手打ちを食らわせた。その後モハメドは役所に秤の返却を求めたが、追い返された。役所に払う賄賂がなかったため、解決に至らなかったと言われている。
正午ごろ、モハメドは没収されなかった野菜カートとガソリンの入ったポリタンクを手に、再び役所前まで来た。彼は再び陳情をしようとしたが、役所の敷地内に入ることさえ拒否された。そこで彼は役所前の通りの真ん中に出て、自分とカートにガソリンをかけ、ライターで火をつけ焼身自殺した。従兄弟のアリ・ブアジジは大勢の群集とともにそこにいたが、モハメドを止めることはできなかった。
事件から18日経った翌年1月4日、モハメドは搬送された病院で死亡した。
アリは事件が起こった直後の現場を画像に収め、インターネットに投稿した。画像は直後の騒ぎを収めた別の画像とともに全国に広がり、モハメドを「中東革命の英雄的殉教者」と見なす者、彼を模倣し後追い自殺をする抗議者が現れるなど社会的波紋が広がった。チュニジア全土に大規模な反政府デモが広がった結果、2011年1月14日に23年間大統領の座にあったザイン・アル＝アービディーン・ベン＝アリーが国外へ逃亡し、ジャスミン革命が成立した。
ジャスミン革命の成功により、民主化運動の波はエジプト、イエメン、リビア、バーレーン、アルジェリアなど中東及び北アフリカ諸国に波及し、アラブの春と呼ばれる運動となった。

## 死後

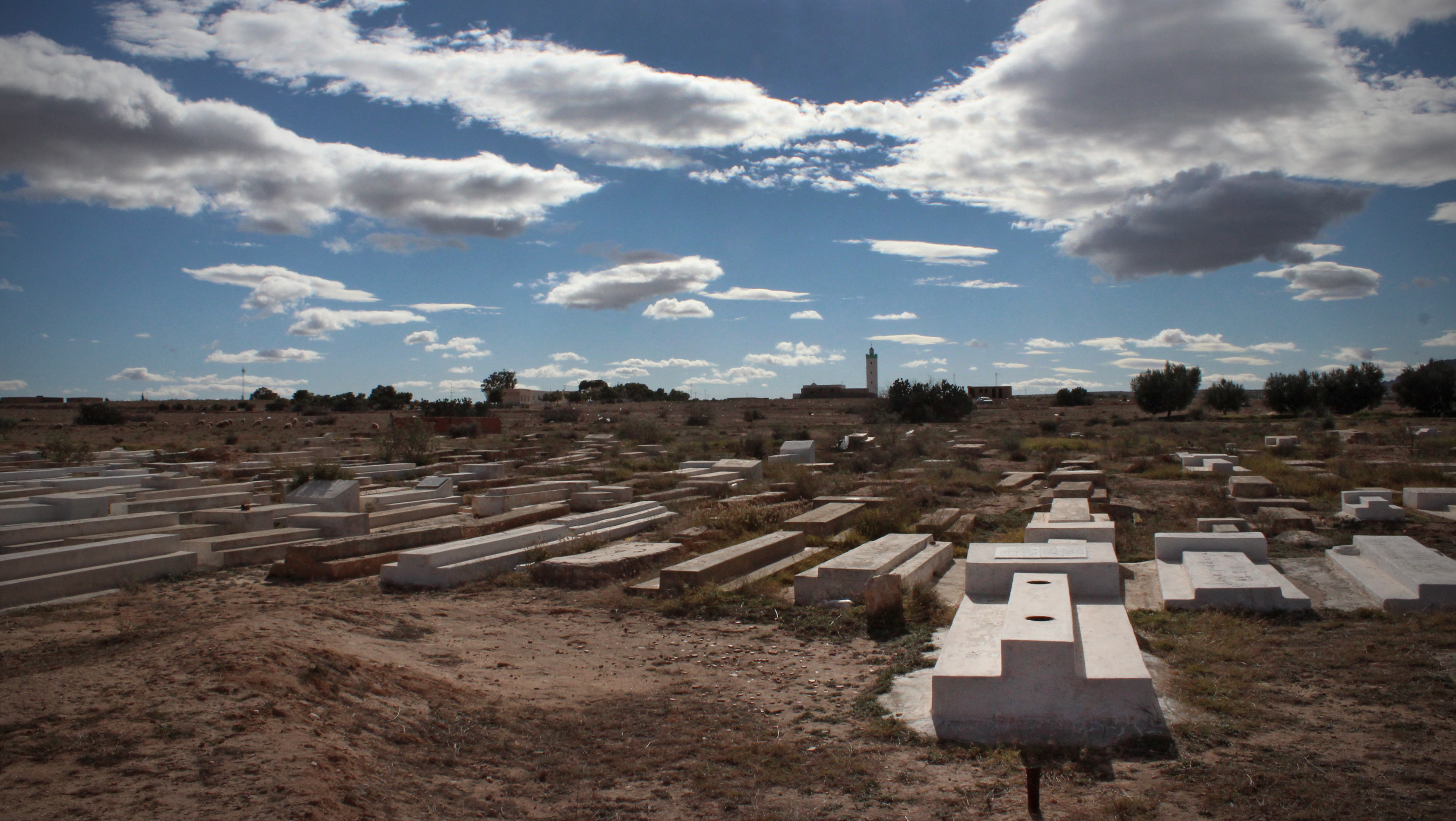
モハメドの墓

2011年6月30日、フランスのパリ14区に、モハメド・ブアジジの名前をつけた広場が誕生した。
10月27日には「アラブ世界の歴史的な変革に貢献した」ことが評価され、他の4人とともにサハロフ賞を受賞した。
12月28日、タイムズは「意図がどうであれ、彼の死は抑圧された民衆を鼓舞した」として「今年の人」に選出した。